# روري مكاردل
روري مكاردل (بالإنجليزية: Rory McArdle) (1 مايو 1987 بشفيلد في المملكة المتحدة - ) هو لاعب كرة قدم إنجليزي وأيرلندي شمالي وبريطاني في مركز الدفاع. شارك مع منتخب أيرلندا الشمالية تحت 21 سنة لكرة القدم ومنتخب أيرلندا الشمالية لكرة القدم. أما مع النوادي، فقد لعب مع برادفورد سيتي وشيفيلد وينزداي ونادي أبردين ونادي روتشديل.

## مسيرته الكروية
لعب روري مكاردل خلال مسيرته الاحترافية مع 5 أندية في سبعة عشر موسمًا وسجل خلالها 23 هدفًا ضمن 485 مباراة. ولم يفز بأي موسم بالكأس أو بالدوري.
خاض روري مكاردل مسيرته مع نادي روتشديل في موسم 2005–06 ليلعب معه خمسة مواسم، مشاركًا في 148 مباراة سجل خلالها 5 أهداف. ثم انتقل إلى نادي أبردين في موسم 2010–11 ولمدة موسمين، حيث شارك في 53 مباراة سجل خلالها هدفين. لينتقل بعدها إلى نادي برادفورد سيتي في موسم 2012–13 ليلعب معه خمسة مواسم، مشاركًا في 183 مباراة سجل خلالها 12 هدفًا. ثم انتقل إلى نادي سكونثورب يونايتد في موسم 2017–18 واستمر معه طيلة ثلاثة مواسم، مشاركًا في 100 مباراة سجل خلالها 4 أهداف.

## وصلات خارجية
- روري مكاردل على موقع الاتحاد الأوربي (الإنجليزية)
- روري مكاردل على موقع قاعدة بيانات كرة القدم.إي يو (الإنجليزية)
- روري مكاردل على موقع ناشيونال فوتبول تيمز (الإنجليزية)
- روري مكاردل على موقع Soccerbase.com (لاعب) (الإنجليزية)
- روري مكاردل على موقع Soccerway.com (الإنجليزية)